# Station Luxemburg (Luxemburg)
Station Luxemburg (Luxemburgs: Gare Lëtzebuerg, Frans: Gare de Luxembourg, Duits: Bahnhof Luxemburg) is het spoorwegstation van Luxemburg in het Groothertogdom Luxemburg. Het hoofdstation wordt beheerd door de Luxemburgse vervoerder CFL en vormt het knooppunt van de Luxemburgse spoorlijnen 1 - 3 - 4 - 5 - 6 - 7.
Het station is gelegen in de wijk Gare.

## Geschiedenis
Het oorspronkelijke, uit 1859 daterende, station was geheel van hout. Het huidige station, opgetrokken in een neo-barokstijl, is gebouwd tussen 1907 en 1913 en is recent geheel gerenoveerd en gemoderniseerd.

## Treinen

### Nationaal
Het station is het knooppunt voor de binnenlandse treinen van de nationale spoorwegmaatschappij CFL. De CFL rijdt enkel RB- en RE-treindiensten. Bijna alle CFL-treinen binnen het Groothertogdom doen station Luxemburg aan. De CFL-treinen hebben allen station Luxemburg als eindbestemming. Vertrekkende uit Luxemburg hebben ze onder andere de volgende eindbestemmingen: Troisvierges, Diekirch, Rodange en Wasserbillig.
| Serie   | Treinsoort             | Route                                                       | Bijzonderheden                                |
| ------- | ---------------------- | ----------------------------------------------------------- | --------------------------------------------- |
| RE 3700 | Regional-Express (CFL) | Luxemburg – Mersch – Ettelbruck – Kautenbach – Troisvierges | Halfuursdienst met RE 3800.                   |
| RE 3800 | Regional-Express (CFL) | Luxemburg – Mersch – Ettelbruck – Kautenbach – Troisvierges | Halfuursdienst met RE 3700.                   |
| RE 4850 | Regional-Express (CFL) | Luxemburg – Wasserbillig                                    | Op werkdagen, één trein per dag.              |
| RE 6500 | Regional-Express (CFL) | Luxemburg – Volmerange-les-Mines                            | Rijdt alleen op werkdagen.                    |
| RE 6700 | Regional-Express (CFL) | Luxemburg – Esch-sur-Alzette – Rodange                      | Twee treinen per dag, niet op zondag.         |
| RE 6900 | Regional-Express (CFL) | Luxemburg – Esch-sur-Alzette – Rodange                      | Rijdt niet op zondag.                         |
| RE 7400 | Regional-Express (CFL) | Luxemburg – Rodange                                         | Rijdt alleen op werkdagen, een trein per dag. |
| RE 7700 | Regional-Express (CFL) | Luxemburg – Rodange                                         | Rijdt alleen op werkdagen, een trein per dag. |
| RB 3400 | Regionalbahn (CFL)     | Luxemburg – Mersch                                          | Enkele treinen per dag.                       |
| RB 3500 | Regionalbahn (CFL)     | Luxemburg – Ettelbruck – Diekirch                           | Halfuursdienst met RB 3600.                   |
| RB 4800 | Regionalbahn (CFL)     | Luxemburg – Wasserbillig                                    |                                               |
| RB 5600 | Regionalbahn (CFL)     | Luxemburg – Kleinbettingen                                  | Rijdt alleen in het weekend.                  |
| RB 5700 | Regionalbahn (CFL)     | Luxemburg – Kleinbettingen                                  | Rijdt alleen op werkdagen.                    |
| RB 6300 | Regionalbahn (CFL)     | Luxemburg – Esch-sur-Alzette                                |                                               |
| RB 6800 | Regionalbahn (CFL)     | Luxemburg – Esch-sur-Alzette – Rodange                      |                                               |

### Internationaal
Behalve het grootste knooppunt van de CFL, is het station een knooppunt in het internationale treinverkeer. Vanuit alle richtingen eindigen grensverbindingen in het station, vanuit België, Frankrijk en Duitsland. 

#### Treinverbindingen met België
In de zomer reed tot 2016 de Luxembourg–Blankenberge Express.
| Serie              | Treinsoort             | Route                                                                                               | Bijzonderheden                                                           |
| ------------------ | ---------------------- | --------------------------------------------------------------------------------------------------- | ------------------------------------------------------------------------ |
| IC 16              | Intercity (NMBS/CFL)   | Brussel-Zuid – Namen – Luxemburg                                                                    |                                                                          |
| IC 33              | Intercity (NMBS / CFL) | Liers – Luik-Guillemins – Gouvy – Luxemburg                                                         | Rijdt in het weekend 1×/2u. tussen Liers - Luxemburg.                    |
| IC 34              | Intercity (NMBS/CFL)   | Aarlen – Luxemburg                                                                                  | Rijdt alleen op werkdagen.                                               |
| L 4700RB 4700      | L-trein (NMBS / CFL)   | Athus – Luxemburg                                                                                   | Halfuursdienst met RB 5000.                                              |
| L 5050RB 5000      | L-trein (NMBS / CFL)   | Athus – Luxemburg                                                                                   | Halfuursdienst met RB 4700.                                              |
| L 5800RB 5800      | L-trein (NMBS / CFL)   | Aarlen – Luxemburg                                                                                  | Rijdt niet in het weekend.                                               |
| L 5900RB 5900      | L-trein (NMBS / CFL)   | Aarlen – Luxemburg                                                                                  | Rijdt niet in het weekend.                                               |
| P 7180RE 7100      | Piekuurtrein (NMBS)    | Virton – Rodange – Luxemburg                                                                        | Rijdt alleen op werkdagen.                                               |
| RE 7600P 7605      | Regional-Express (CFL) | Gouvy – Luxemburg                                                                                   | Rijdt alleen op werkdagen.                                               |
| P 7620/8620RE 8600 | Piekuurtrein (NMBS)    | [ Luxemburg – Virton ] / [ [ Aarlen – Virton – ] / [ Dinant – ] Libramont – [ Ciney ] ]             | Een rechtstreekse trein Aarlen - Libramont. Een trein Libramont - Ciney. |
| P 7655RE 7650      | Piekuurtrein (NMBS)    | Aarlen – Luxemburg                                                                                  | Rijdt alleen op werkdagen.                                               |
| P 7675/8675RE 8650 | Piekuurtrein (NMBS)    | [ Luxemburg – ] / [ Libramont – ] Aarlen                                                            | Rijdt alleen op werkdagen. Een trein Libramont - Aarlen.                 |
| P 7680/8680RE 8650 | Piekuurtrein (NMBS)    | [ Bertrix – Dinant ] / [ Libramont – [ Virton – ] / [ Marbehan – ] Aarlen ] / [ Athus – Luxemburg ] | Een trein Aarlen - Virton - Libramont. Een trein Athus - Luxemburg.      |
| RE 8600P 8640      | Regional-Express (CFL) | Luxemburg – Gouvy                                                                                   | Rijdt alleen op werkdagen.                                               |

#### Treinverbindingen met Frankrijk
De SNCF biedt diverse treindiensten aan vanuit Luxemburg naar Frankrijk:
| Serie              | Treinsoort            | Route | Bijzonderheden                                                                             |
| ------------------ | --------------------- | --- | ------------------------------------------------------------------------------------------ |
| TGV 2820           | TGV (SNCF)            | Paris Est – Metz-Ville – Thionville – Luxemburg |                                                                                            |
| TGV 9800           | TGV (SNCF)            | [ Luxemburg – Thionville – Metz-Ville – Strasbourg-Ville – Mulhouse-Ville – Belfort-Montbéliard TGV – Besançon Franche-Comté TGV – Dijon-Ville – Mâcon-Ville – ] / [ Brussel-Zuid – Lille-Europe – Arras – TGV Haute-Picardie – Aéroport Charles-de-Gaulle 2 TGV – [ Champagne-Ardenne TGV – Meuse TGV – Lorraine TGV – Strasbourg-Ville ] / [ Marne-la-Vallée - Chessy – [ Massy TGV – Le Mans – [ Laval – Rennes ] / [ Angers-Saint-Laud – Nantes ] ] / [ Creusot TGV – ] Lyon-Part-Dieu – [ Avignon TGV – Marseille Saint-Charles ] / [ Montpellier-Saint-Roch – Perpignan ] ] | Dagelijkse verbinding met Montpellier en Marseille. Perpignan - Brussel tweemaal per week. |
| RE 86500           | RegionalExpress (CFL) | Luxemburg – Longwy |                                                                                            |
| RE 88500 TER 88500 | RegionalExpress (CFL) | Luxemburg – Thionville – Metz-Ville – Nancy-Ville |                                                                                            |
| RE 88700           | RegionalExpress (CFL) | Luxemburg – Thionville – Metz-Ville |                                                                                            |
| RE 88800           | RegionalExpress (CFL) | Luxemburg – Thionville |                                                                                            |

#### Treinverbindingen met Duitsland
De CFL biedt twee treindiensten aan naar Duitsland:
| Serie        | Treinsoort             | Route                                                                                     | Bijzonderheden                        |
| ------------ | ---------------------- | ----------------------------------------------------------------------------------------- | ------------------------------------- |
| RE 5100RE 11 | Regional-Express (CFL) | Luxemburg – Wasserbillig – Igel – Trier Hbf – Wittlich Hbf – Cochem (Mosel) – Koblenz Hbf |                                       |
| RB 5150      | Regionalbahn (CFL)     | Luxemburg – Wasserbillig – Trier Hbf                                                      | Op werkdagen, enkele treinen per dag. |

Tot en met DB-dienstregeling 2014 reden er ook Intercity's naar Station Norddeich Mole. Deze zijn echter met ingang van DB-dienstregeling 2015 opgeheven wegens een te beperkte capaciteit op de Moselstrecke.

## Fotogalerij

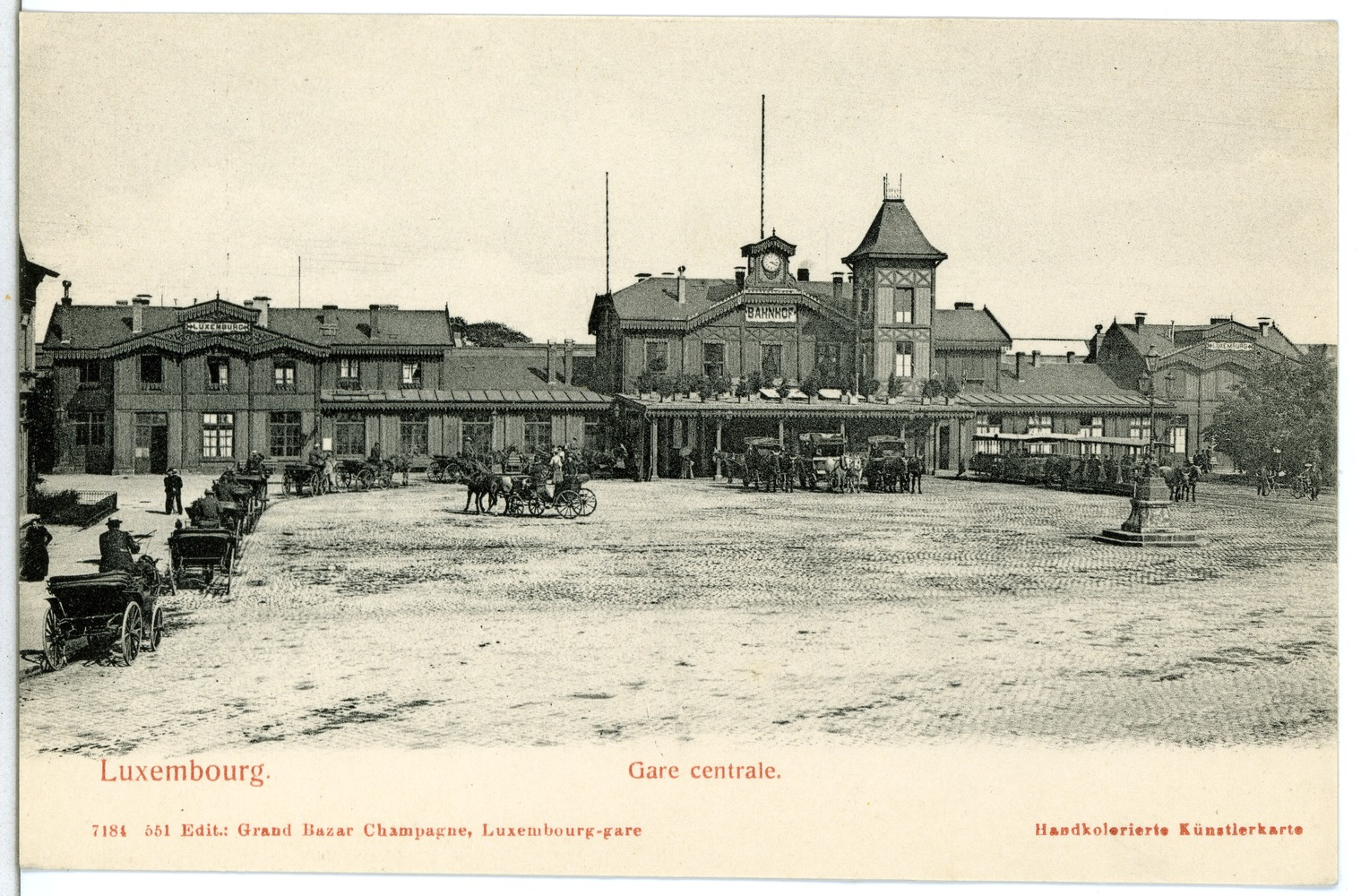
1906
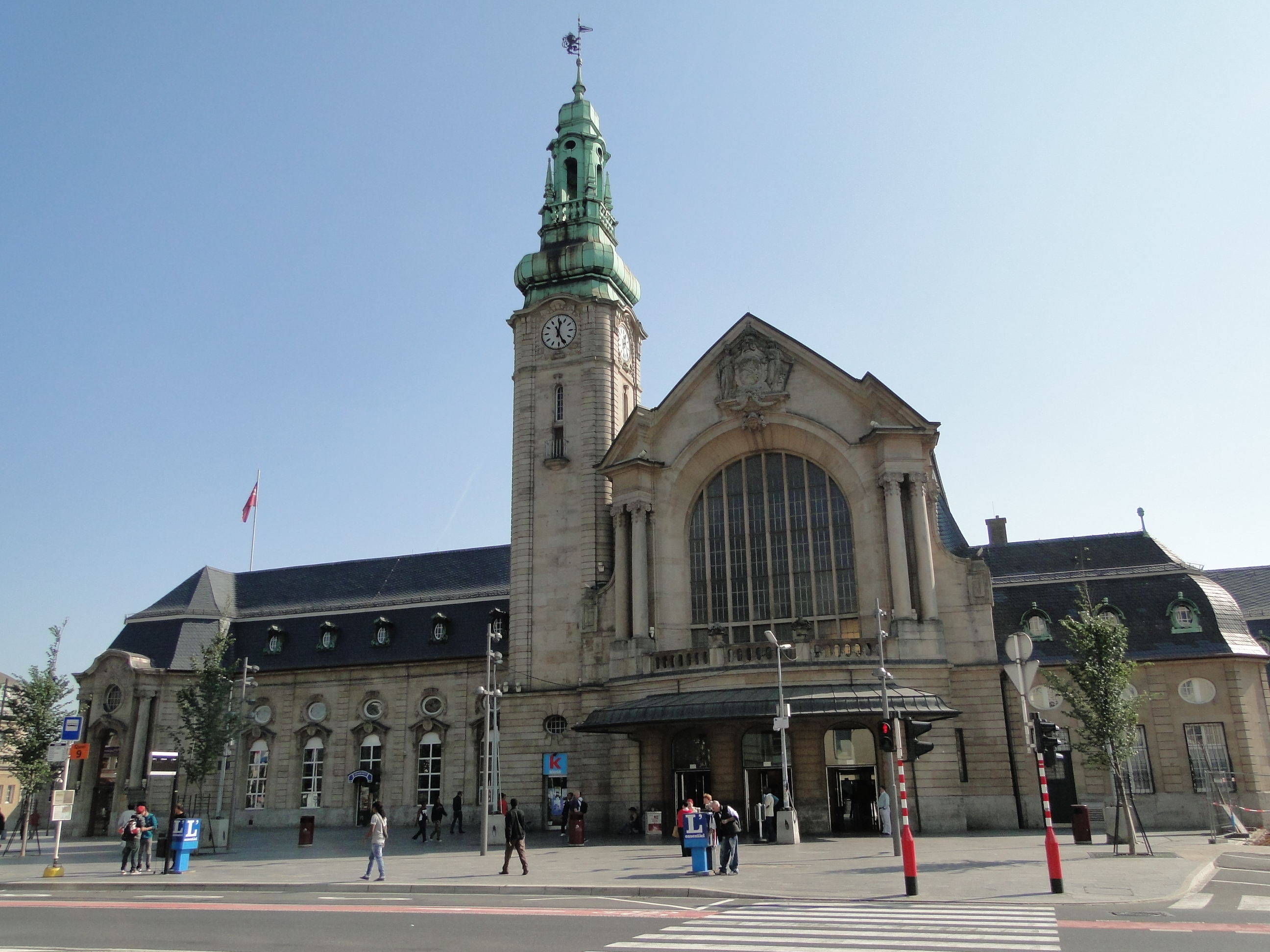
2009
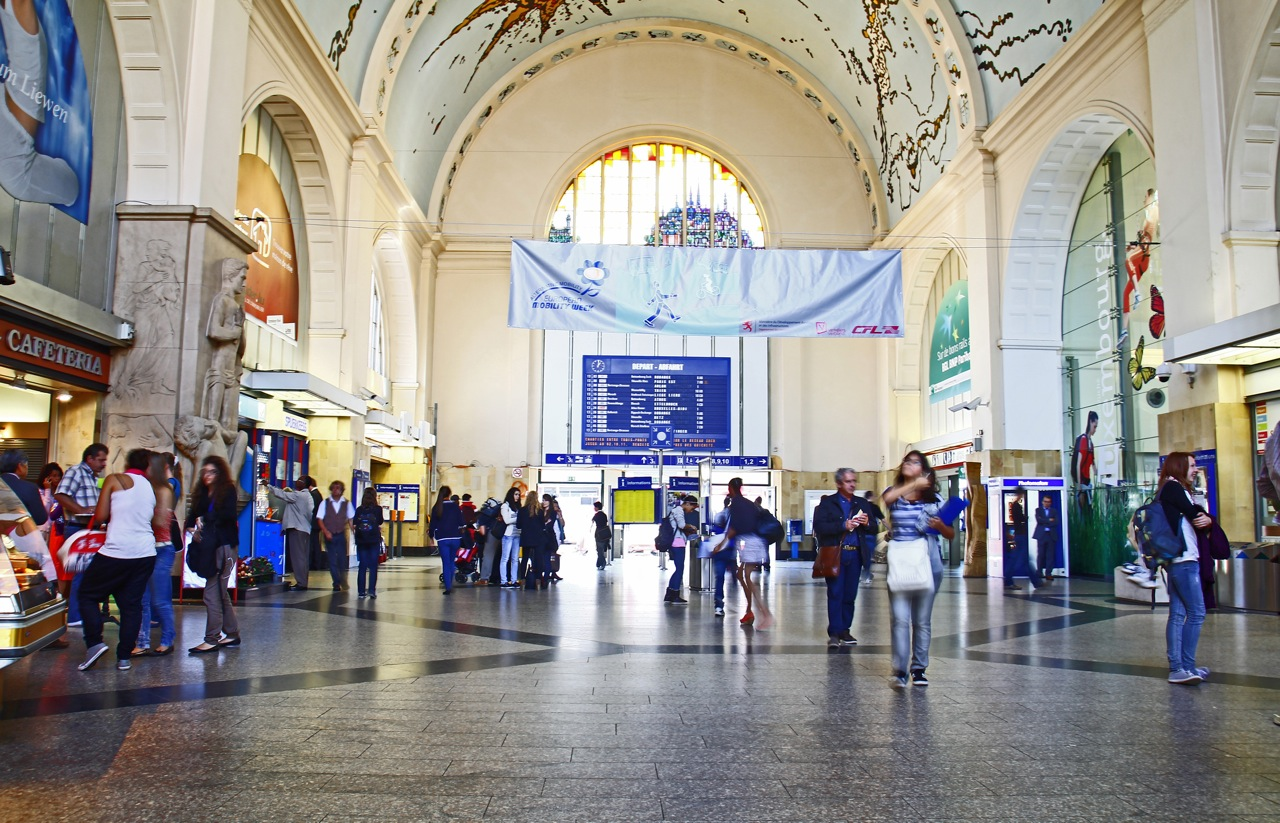
2011
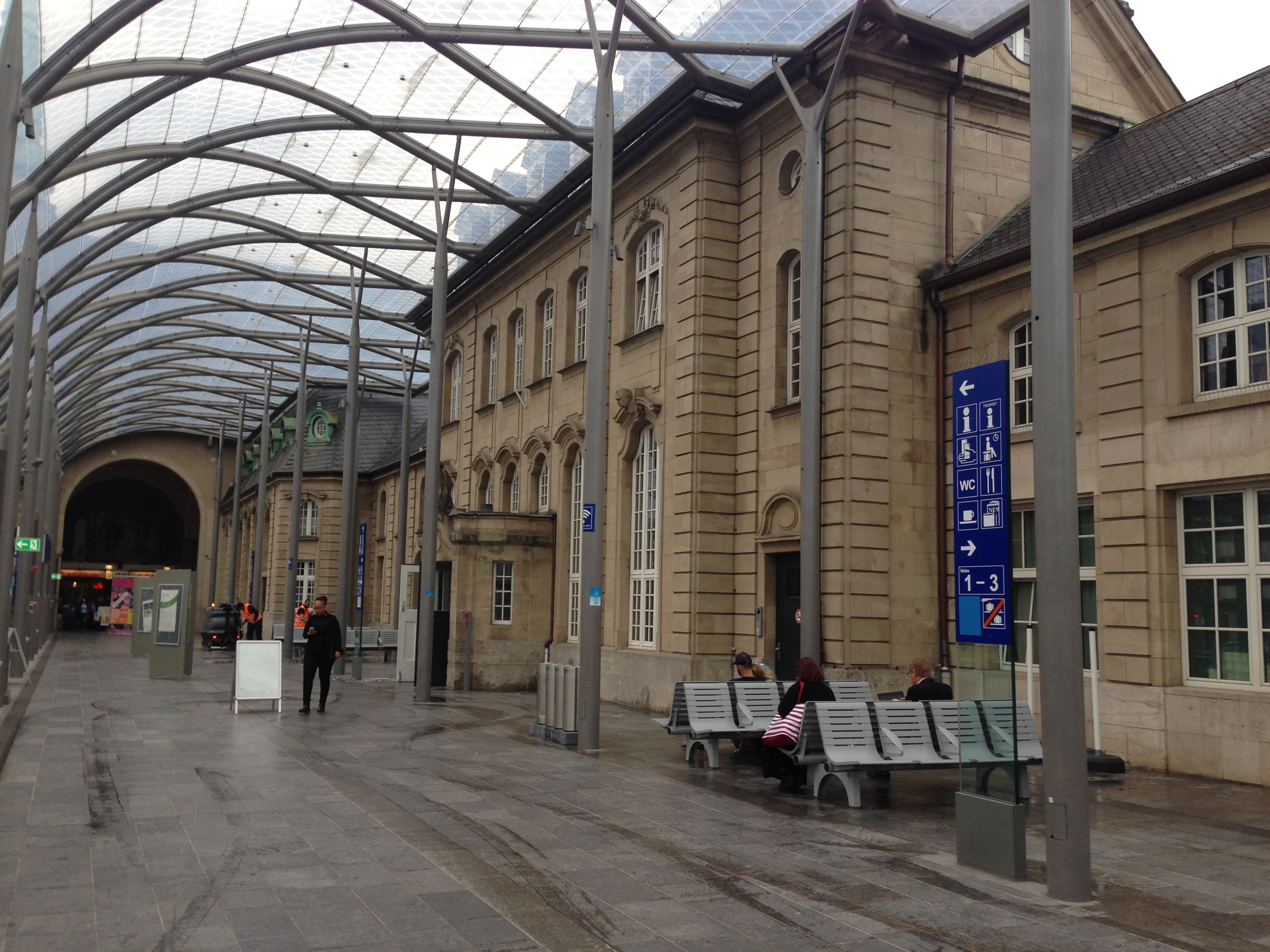
2016
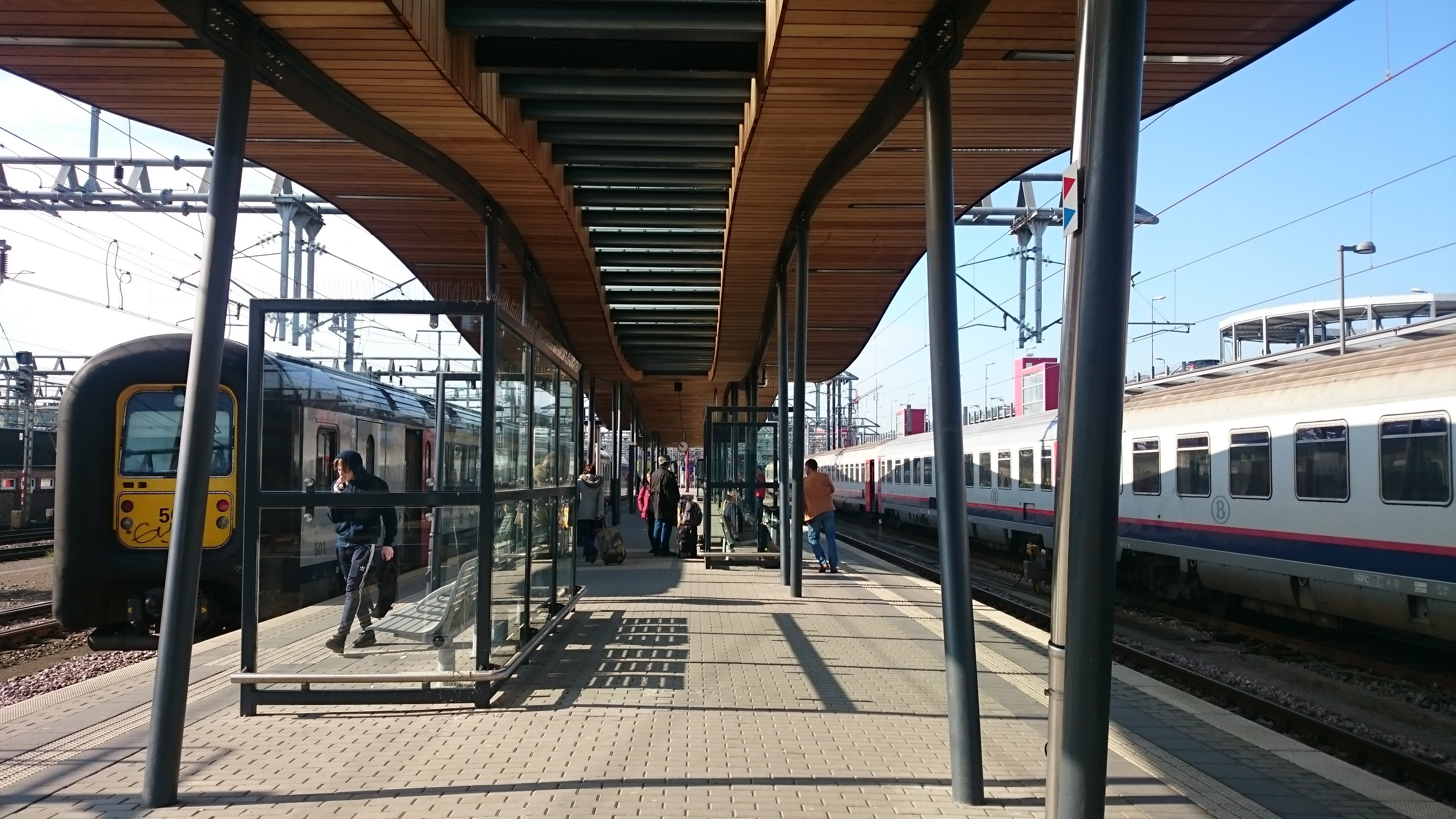
2016
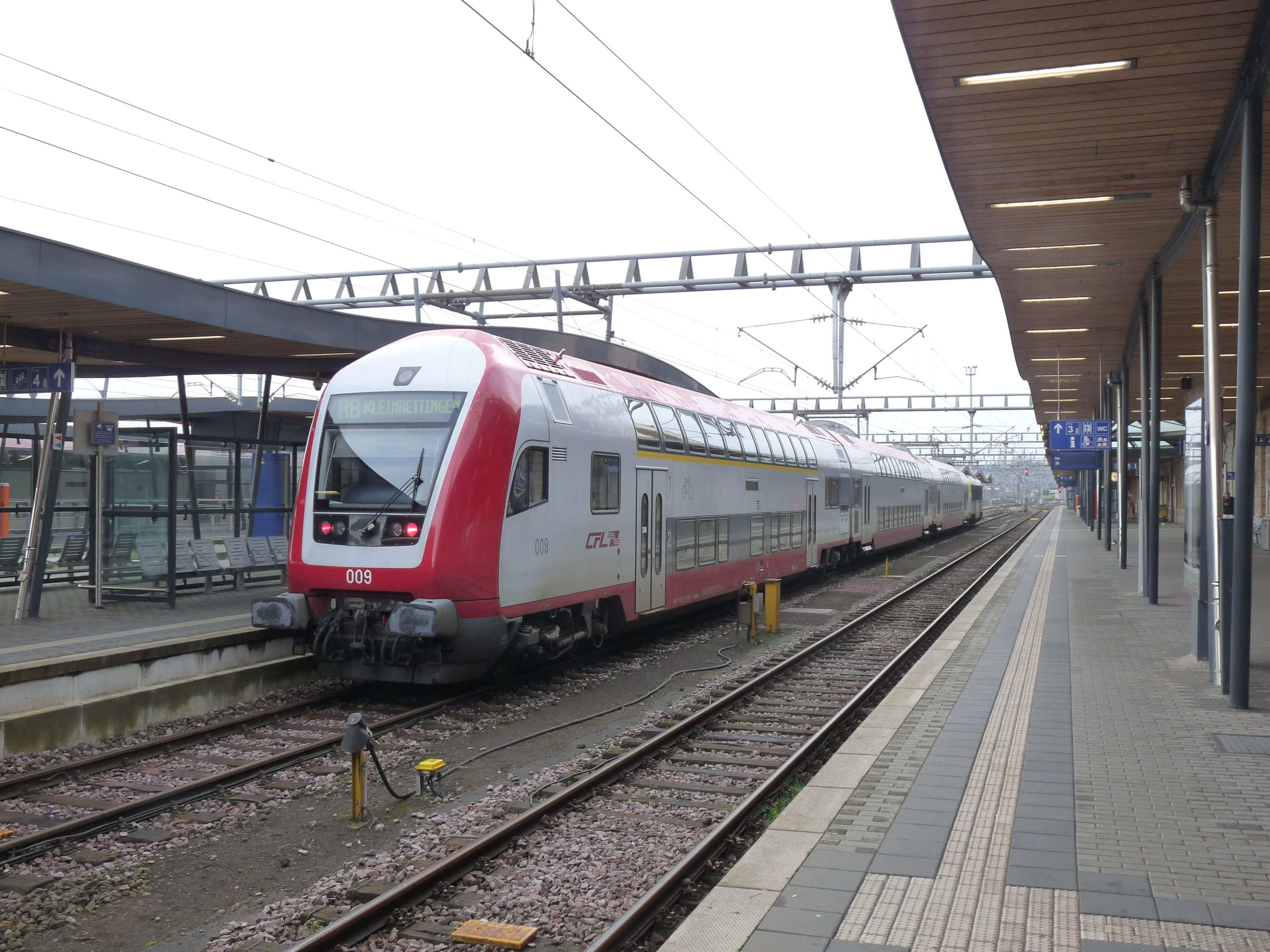
2018
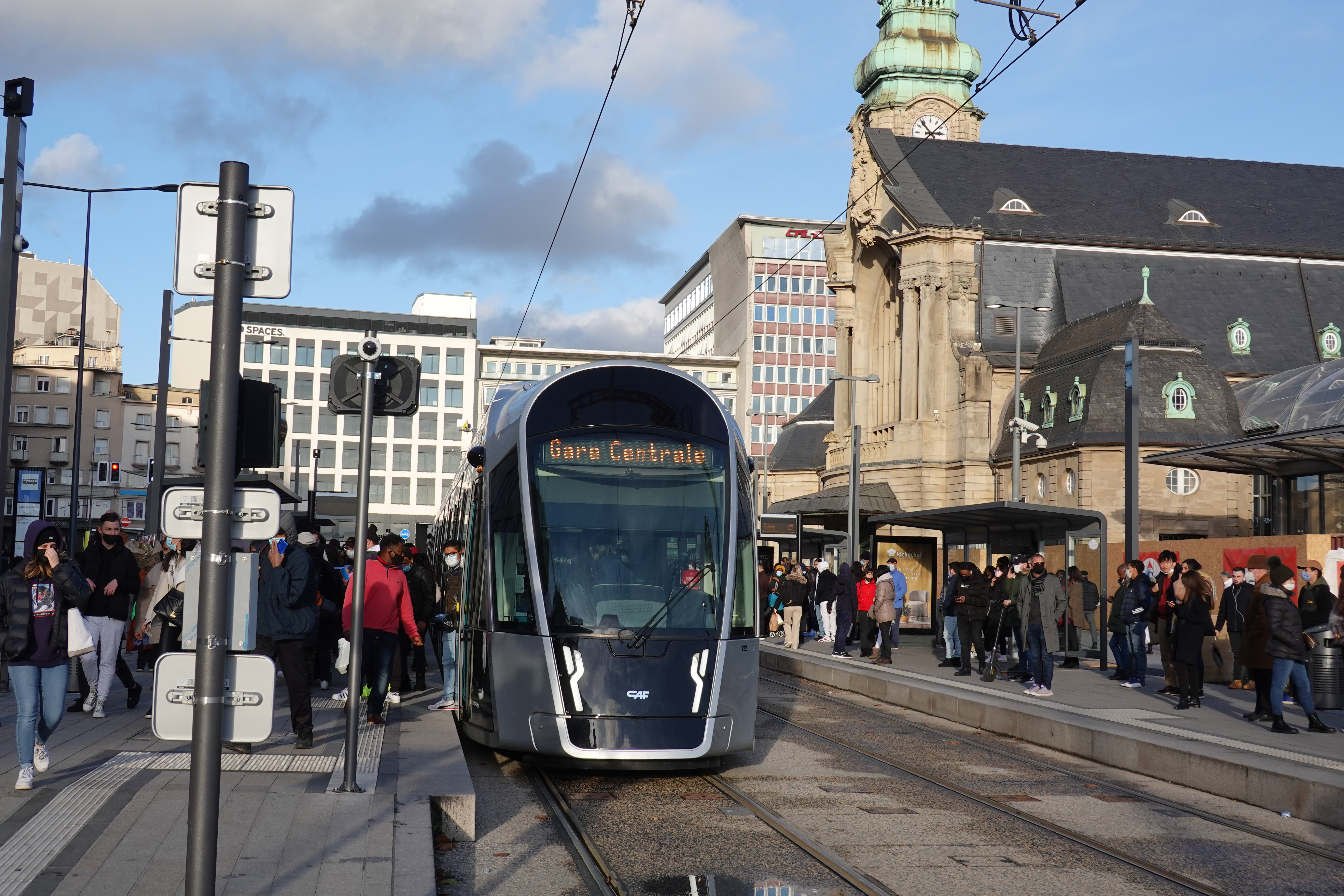
2021

CFL Lijn 1:
Luxemburg · Pfaffenthal-Kirchberg · Dommeldange · Walferdange · Heisdorf · Lorentzweiler · Lintgen · Mersch · Cruchten · Colmar-Berg · Schieren · Ettelbruck · Michelau · Goebelsmühle · Kautenbach · Wilwerwiltz · Drauffelt · Clervaux · Maulusmühle · Troisvierges · Bellain

CFL Lijn 1a: Ettelbruck · Diekirch

CFL Lijn 1b: Kautenbach · Merkholtz · Paradiso · Wiltz · Winseler · Schleif · Schimpach-Wampach
Zie ook: CFL Lijn 2 · CFL Lijn 3 · CFL Lijn 4 · CFL Lijn 5 · CFL Lijn 6 · CFL Lijn 6a · CFL Lijn 6b · CFL Lijn 6c · CFL Lijn 7
CFL Lijn 3:
Luxemburg · Cents-Hamm · Sandweiler-Contern · Oetrange · Munsbach · Roodt · Betzdorf · Wecker · Manternach · Mertert · Wasserbillig
Zie ook: CFL Lijn 1 · CFL Lijn 2 · CFL Lijn 4 · CFL Lijn 5 · CFL Lijn 6 · CFL Lijn 6a · CFL Lijn 6b · CFL Lijn 6c · CFL Lijn 7
CFL Lijn 5:
Luxemburg · Bertrange-Strassen · Mamer-Lycée · Mamer · Capellen · Kleinbettingen
Zie ook: CFL Lijn 1 · CFL Lijn 2 · CFL Lijn 3 · CFL Lijn 4 · CFL Lijn 6 · CFL Lijn 6a · CFL Lijn 6b · CFL Lijn 6c · CFL Lijn 7
CFL Lijn 6 en 6a:
Luxemburg · Luxembourg-Howald · Howald · Fentange · Berchem · Bettembourg · Noertzange · Schifflange · Esch-sur-Alzette · Belval-Université · Belval-Lycée · Belval-Rédange · Belvaux-Soleuvre · Oberkorn · Differdange · Niederkorn · Pétange · Lamadeleine · Rodange 

CFL Lijn 6b: Bettembourg · Dudelange-Burange · Dudelange-Ville · Dudelange-Centre · Dudelange-Usines · Volmerange-les-Mines

CFL Lijn 6c: Noertzange · Kayl · Tétange · Rumelange · Rumelange-Ottange

CFL Lijn 6e: Esch-sur-Alzette · La Hoehl · Audun-le-Tiche
Zie ook: CFL Lijn 1 · CFL Lijn 2 · CFL Lijn 3 · CFL Lijn 4 · CFL Lijn 5 · CFL Lijn 7
CFL Lijn 7:
Luxemburg · Hollerich · Leudelange · Dippach-Reckange · Schouweiler · Bascharage-Sanem · Pétange · Lamadeleine · Rodange
Zie ook: CFL Lijn 1 · CFL Lijn 2 · CFL Lijn 3 · CFL Lijn 4 · CFL Lijn 5 · CFL Lijn 6 · CFL Lijn 6a · CFL Lijn 6b · CFL Lijn 6c